# NGC 5329
NGC 5329 (другие обозначения — UGC 8771, MCG 1-35-44, ZWG 45.121, NPM1G +02.0357, PGC 49248) — эллиптическая галактика (E) в созвездии Дева.
Этот объект входит в число перечисленных в оригинальной редакции «Нового общего каталога».
В галактике вспыхнула сверхновая SN 2009ep типа Ia, её пиковая видимая звездная величина составила 15,5.